# Araneus
Araneus este un gen de păianjeni din familia Araneidae, care cuprinde în jur de 650 de specii. 

## Specii
Speciile genului Araneus conform Catalogue of Life:

- Araneus aballensis
- Araneus abeicus
- Araneus abigeatus
- Araneus acachmenus
- Araneus acolla
- Araneus acrocephalus
- Araneus acronotus
- Araneus acropygus
- Araneus acuminatus
- Araneus acusisetus
- Araneus adiantiformis
- Araneus adjuntaensis
- Araneus aethiopicus
- Araneus aethiopissa
- Araneus affinis
- Araneus agastus
- Araneus akakensis
- Araneus aksuensis
- Araneus albiaculeis
- Araneus albidus
- Araneus albilunatus
- Araneus albomaculatus
- Araneus alboquadratus
- Araneus albotriangulus
- Araneus alboventris
- Araneus alhue
- Araneus allani
- Araneus alsine
- Araneus altitudinum
- Araneus amabilis
- Araneus amblycyphus
- Araneus amurius
- Araneus amygdalaceus
- Araneus ana
- Araneus anantnagensis
- Araneus anaspastus
- Araneus anatipes
- Araneus ancurus
- Araneus andrewsi
- Araneus anguinifer
- Araneus angulatus
- Araneus anjonensis
- Araneus annuliger
- Araneus annulipes
- Araneus anuncinatus
- Araneus apache
- Araneus apicalis
- Araneus apiculatus
- Araneus apobleptus
- Araneus appendiculatus
- Araneus apricus
- Araneus aralis
- Araneus arenaceus
- Araneus arfakianus
- Araneus arganicola
- Araneus argentarius
- Araneus arizonensis
- Araneus asiaticus
- Araneus aubertorum
- Araneus aurantiifemuris
- Araneus auriculatus
- Araneus axacus
- Araneus badiofoliatus
- Araneus badongensis
- Araneus bagamoyensis
- Araneus baicalicus
- Araneus balanus
- Araneus bandelieri
- Araneus bantaengi
- Araneus bargusinus
- Araneus basalteus
- Araneus bastarensis
- Araneus baul
- Araneus beebei
- Araneus beijiangensis
- Araneus biapicatifer
- Araneus bicavus
- Araneus bicentenarius
- Araneus bigibbosus
- Araneus bilunifer
- Araneus bimaculicollis
- Araneus bimini
- Araneus biprominens
- Araneus bipunctatus
- Araneus bispinosus
- Araneus bivittatus
- Araneus blaisei
- Araneus blochmanni
- Araneus blumenau
- Araneus boerneri
- Araneus boesenbergi
- Araneus bogotensis
- Araneus boneti
- Araneus bonsallae
- Araneus borealis
- Araneus boreus
- Araneus bosmani
- Araneus bradleyi
- Araneus braueri
- Araneus brisbanae
- Araneus bryantae
- Araneus bufo
- Araneus caballo
- Araneus calusa
- Araneus camilla
- Araneus canacus
- Araneus canalae
- Araneus canestrinii
- Araneus caplandensis
- Araneus carabellus
- Araneus carchi
- Araneus cardioceros
- Araneus carimagua
- Araneus carnifex
- Araneus carroll
- Araneus castilho
- Araneus catillatus
- Araneus catospilotus
- Araneus caudifer
- Araneus cavaticus
- Araneus celebensis
- Araneus cercidius
- Araneus cereolus
- Araneus chiapas
- Araneus chiaramontei
- Araneus chingaza
- Araneus chunhuaia
- Araneus cingulatus
- Araneus circe
- Araneus circellus
- Araneus circulissparsus
- Araneus circumbasilaris
- Araneus coccinella
- Araneus cochise
- Araneus cohnae
- Araneus colima
- Araneus colubrinus
- Araneus compsus
- Araneus comptus
- Araneus concepcion
- Araneus concinnus
- Araneus concoloratus
- Araneus corbita
- Araneus corporosus
- Araneus corticaloides
- Araneus corticarius
- Araneus crassipes
- Araneus crinitus
- Araneus crispulus
- Araneus cristobal
- Araneus cuiaba
- Araneus cungei
- Araneus cyclops
- Araneus cylindriformis
- Araneus cyphoxis
- Araneus cyrtarachnoides
- Araneus dayongensis
- Araneus decaisnei
- Araneus decentellus
- Araneus decolor
- Araneus decoratus
- Araneus demoniacus
- Araneus depressatulus
- Araneus desierto
- Araneus detrimentosus
- Araneus diabrosis
- Araneus diadematoides
- Araneus diadematus
- Araneus dianiphus
- Araneus diffinis
- Araneus dimidiatus
- Araneus diversicolor
- Araneus doenitzellus
- Araneus dofleini
- Araneus dospinolongus
- Araneus dreisbachi
- Araneus drygalskii
- Araneus ealensis
- Araneus eburneiventris
- Araneus eburnus
- Araneus ejusmodi
- Araneus elatatus
- Araneus elizabethae
- Araneus ellipticus
- Araneus elongatus
- Araneus emmae
- Araneus enucleatus
- Araneus enyoides
- Araneus excavatus
- Araneus expletus
- Araneus exsertus
- Araneus fastidiosus
- Araneus favorabilis
- Araneus faxoni
- Araneus felinus
- Araneus fengshanensis
- Araneus ferganicus
- Araneus ferrugineus
- Araneus fictus
- Araneus finneganae
- Araneus fishoekensis
- Araneus fistulosus
- Araneus flagelliformis
- Araneus flavisternis
- Araneus flavopunctatus
- Araneus flavosellatus
- Araneus flavosignatus
- Araneus flavus
- Araneus floriatus
- Araneus formosellus
- Araneus frio
- Araneus fronki
- Araneus frosti
- Araneus fulvellus
- Araneus fuscinotus
- Araneus gadus
- Araneus galero
- Araneus gazellae
- Araneus gazerti
- Araneus geminatus
- Araneus gemma
- Araneus gemmoides
- Araneus gerais
- Araneus gestrellus
- Araneus gestroi
- Araneus gibber
- Araneus ginninderranus
- Araneus goniaeoides
- Araneus goniaeus
- Araneus graemii
- Araneus granadensis
- Araneus granti
- Araneus gratiolus
- Araneus groenlandicola
- Araneus grossus
- Araneus guandishanensis
- Araneus guatemus
- Araneus guerrerensis
- Araneus guessfeldi
- Araneus gundlachi
- Araneus gurdus
- Araneus guttatus
- Araneus guttulatus
- Araneus habilis
- Araneus haematomerus
- Araneus hamiltoni
- Araneus hampei
- Araneus haploscapellus
- Araneus haruspex
- Araneus henanensis
- Araneus herbeus
- Araneus hierographicus
- Araneus himalayanus
- Araneus hirsti
- Araneus hirsutulus
- Araneus hispaniola
- Araneus holzapfelae
- Araneus horizonte
- Araneus hortensis
- Araneus hoshi
- Araneus hotteiensis
- Araneus huahun
- Araneus hui
- Araneus huixtla
- Araneus humilis
- Araneus idoneus
- Araneus iguacu
- Araneus illaudatus
- Araneus indistinctus
- Araneus inquietus
- Araneus interjectus
- Araneus inustus
- Araneus iriomotensis
- Araneus isabella
- Araneus ishisawai
- Araneus iviei
- Araneus jalimovi
- Araneus jalisco
- Araneus jamundi
- Araneus juniperi
- Araneus kalaharensis
- Araneus kapiolaniae
- Araneus karissimbicus
- Araneus kerr
- Araneus kirgisikus
- Araneus kiwuanus
- Araneus klaptoczi
- Araneus koepckeorum
- Araneus komi
- Araneus kraepelini
- Araneus lacrymosus
- Araneus ladschicola
- Araneus lamperti
- Araneus lancearius
- Araneus lanio
- Araneus lateriguttatus
- Araneus lathyrinus
- Araneus latirostris
- Araneus leai
- Araneus lechugalensis
- Araneus legonensis
- Araneus lenkoi
- Araneus lenzi
- Araneus leones
- Araneus liber
- Araneus liberalis
- Araneus liberiae
- Araneus licenti
- Araneus lineaacutus
- Araneus lineatipes
- Araneus lineatus
- Araneus linshuensis
- Araneus lintatus
- Araneus linzhiensis
- Araneus lithyphantiformis
- Araneus lixicolor
- Araneus loczyanus
- Araneus lodicula
- Araneus longicaudus
- Araneus luteofaciens
- Araneus lutulentus
- Araneus macacus
- Araneus macleayi
- Araneus madagascaricus
- Araneus mamillanus
- Araneus mammatus
- Araneus mangarevoides
- Araneus margaritae
- Araneus margitae
- Araneus mariposa
- Araneus marmoreus
- Araneus marmoroides
- Araneus masculus
- Araneus masoni
- Araneus mastersi
- Araneus matogrosso
- Araneus mauensis
- Araneus mayumiae
- Araneus mazamitla
- Araneus mbogaensis
- Araneus memoryi
- Araneus mendoza
- Araneus menglunensis
- Araneus meropes
- Araneus mertoni
- Araneus metalis
- Araneus metellus
- Araneus meus
- Araneus miami
- Araneus microsoma
- Araneus microtuberculatus
- Araneus mimosicola
- Araneus minahassae
- Araneus miniatus
- Araneus minutalis
- Araneus miquanensis
- Araneus mitificus
- Araneus monica
- Araneus monoceros
- Araneus montereyensis
- Araneus moretonae
- Araneus mortoni
- Araneus morulus
- Araneus mossambicanus
- Araneus motuoensis
- Araneus mucronatellus
- Araneus mulierarius
- Araneus musawas
- Araneus myurus
- Araneus nacional
- Araneus nashoba
- Araneus navicula
- Araneus necopinus
- Araneus neocaledonicus
- Araneus nephelodes
- Araneus nidus
- Araneus nigmanni
- Araneus nigricaudus
- Araneus nigrodecoratus
- Araneus nigroflavornatus
- Araneus nigromaculatus
- Araneus nigropunctatus
- Araneus nigroquadratus
- Araneus niveus
- Araneus noegeatus
- Araneus nojimai
- Araneus nordmanni
- Araneus nossibeus
- Araneus notacephalus
- Araneus notandus
- Araneus noumeensis
- Araneus novaepommerianae
- Araneus nox
- Araneus nuboso
- Araneus nympha
- Araneus obscurissimus
- Araneus obscurtus
- Araneus obtusatus
- Araneus ocaxa
- Araneus ocellatulus
- Araneus octodentalis
- Araneus ogatai
- Araneus omnicolor
- Araneus orgaos
- Araneus origenus
- Araneus oxygaster
- Araneus oxyurus
- Araneus paenulatus
- Araneus pahalgaonensis
- Araneus pahli
- Araneus paitaensis
- Araneus pallasi
- Araneus pallescens
- Araneus pallidus
- Araneus panchganiensis
- Araneus panniferens
- Araneus papulatus
- Araneus partitus
- Araneus parvulus
- Araneus parvus
- Araneus pauxillus
- Araneus pavlovi
- Araneus pecuensis
- Araneus pegnia
- Araneus pellax
- Araneus penai
- Araneus pentagrammicus
- Araneus perincertus
- Araneus petersi
- Araneus pfeifferae
- Araneus phaleratus
- Araneus phlyctogena
- Araneus phrygiatus
- Araneus phyllonotus
- Araneus pichoni
- Araneus pico
- Araneus pictithorax
- Araneus pinguis
- Araneus pistiger
- Araneus pius
- Araneus pogisa
- Araneus poltyoides
- Araneus polydentatus
- Araneus pontii
- Araneus popaco
- Araneus postilena
- Araneus poumotuus
- Araneus powelli
- Araneus praedatus
- Araneus praesignis
- Araneus prasius
- Araneus pratensis
- Araneus principis
- Araneus pronubus
- Araneus prospiciens
- Araneus providens
- Araneus prunus
- Araneus pseudoconicus
- Araneus pseudosturmii
- Araneus pseudoventricosus
- Araneus psittacinus
- Araneus pudicus
- Araneus puebla
- Araneus pulcherrimus
- Araneus pulchriformis
- Araneus punctipedellus
- Araneus pupulus
- Araneus purus
- Araneus qianshan
- Araneus quadratus
- Araneus quaesitus
- Araneus queribundus
- Araneus quietus
- Araneus quirapan
- Araneus rabiosulus
- Araneus radja
- Araneus ragnhildae
- Araneus rainbowi
- Araneus ramulosus
- Araneus rani
- Araneus rarus
- Araneus raui
- Araneus recherchensis
- Araneus relicinus
- Araneus repetecus
- Araneus reversus
- Araneus riveti
- Araneus roseomaculatus
- Araneus rotundicornis
- Araneus rotundulus
- Araneus royi
- Araneus rubicundulus
- Araneus rubripunctatus
- Araneus rubrivitticeps
- Araneus rufipes
- Araneus russicus
- Araneus ryukyuanus
- Araneus saccalava
- Araneus saevus
- Araneus sagicola
- Araneus salto
- Araneus sambava
- Araneus santacruziensis
- Araneus santarita
- Araneus savesi
- Araneus schneblei
- Araneus schrencki
- Araneus scutellatus
- Araneus scutifer
- Araneus scutigerens
- Araneus seensis
- Araneus selva
- Araneus seminiger
- Araneus senicaudatus
- Araneus separatus
- Araneus septemtuberculatus
- Araneus sericinus
- Araneus sernai
- Araneus shunhuangensis
- Araneus sicki
- Araneus simillimus
- Araneus singularis
- Araneus sinistrellus
- Araneus sinuosus
- Araneus sogdianus
- Araneus spathurus
- Araneus speculabundus
- Araneus sponsus
- Araneus squamifer
- Araneus stabilis
- Araneus stella
- Araneus stolidus
- Araneus strandiellus
- Araneus striatipes
- Araneus strigatellus
- Araneus strupifer
- Araneus sturmi
- Araneus suavis
- Araneus subflavidus
- Araneus sublutius
- Araneus subumbrosus
- Araneus sulfurinus
- Araneus svanetiensis
- Araneus sydneyicus
- Araneus sylvicola
- Araneus taigunensis
- Araneus talasi
- Araneus talca
- Araneus talipedatus
- Araneus tambopata
- Araneus tamerlani
- Araneus taperae
- Araneus tartaricus
- Araneus tatianae
- Araneus tatsulokeus
- Araneus tellezi
- Araneus tenancingo
- Araneus tenerius
- Araneus tengxianensis
- Araneus tepic
- Araneus tetraspinulus
- Araneus texanus
- Araneus thaddeus
- Araneus thevenoti
- Araneus thorelli
- Araneus tiganus
- Araneus tijuca
- Araneus tinikdikitus
- Araneus titirus
- Araneus toma
- Araneus tonkinus
- Araneus toruaigiri
- Araneus transversivittiger
- Araneus transversus
- Araneus triangulus
- Araneus tricoloratus
- Araneus trifolium
- Araneus trigonophorus
- Araneus trigonus
- Araneus triguttatus
- Araneus tschuiskii
- Araneus tsurusakii
- Araneus tubabdominus
- Araneus tuscarora
- Araneus ubicki
- Araneus unanimus
- Araneus uniformis
- Araneus unistriatus
- Araneus urbanus
- Araneus urquharti
- Araneus ursimorphus
- Araneus uruapan
- Araneus urubamba
- Araneus usualis
- Araneus uyemurai
- Araneus walesianus
- Araneus variegatus
- Araneus washingtoni
- Araneus venatrix
- Araneus ventricosellus
- Araneus ventricosus
- Araneus ventriosus
- Araneus vermimaculatus
- Araneus villa
- Araneus vincibilis
- Araneus viperifer
- Araneus virgunculus
- Araneus virgus
- Araneus viridisomus
- Araneus viridiventris
- Araneus viridulus
- Araneus v-notatus
- Araneus wokamus
- Araneus volgeri
- Araneus woodfordi
- Araneus workmani
- Araneus wulongensis
- Araneus vulpinus
- Araneus vulvarius
- Araneus xavantina
- Araneus xianfengensis
- Araneus xizangensis
- Araneus yadongensis
- Araneus yasudai
- Araneus yatei
- Araneus yuanminensis
- Araneus yukon
- Araneus yunnanensis
- Araneus yuzhongensis
- Araneus zapallar
- Araneus zebrinus
- Araneus zelus
- Araneus zhangmu
- Araneus zhaoi
- Araneus zuluanus
- Araneus zygielloides